# 頃公 (滕)
頃公（けいこう、? - 紀元前491年）は春秋時代の滕の君主。姓は姫、諱は結。

## 生涯
紀元前514年7月、滕の悼公が死去すると、頃公が後を嗣いで滕公として即位した。紀元前506年3月、頃公は晋・魯・宋・蔡などの諸侯らと召陵で会合し、楚に対する侵攻に参加した。紀元前495年9月、頃公は魯の定公の葬儀に参列するため、魯を訪れた。紀元前493年夏、頃公は魯を訪れた。紀元前491年8月甲寅、頃公は死去し、隠公が後を嗣いで滕公として即位した。